# Miracema do Tocantins
Miracema do Tocantins, amtlich portugiesisch Município de Miracema do Tocantins, ist eine Stadt im Bundesstaat Tocantins in Brasilien. Sie war bis 1990 die provisorische Hauptstadt des Bundesstaates, bevor Palmas Hauptstadt wurde.
Miracema liegt auf 197 Meter Seehöhe und hat laut Schätzung zum 1. Juli 2019 18.248 Einwohner. Die Bevölkerungszahl ist seit 2000 rückläufig (2004: 26.729; 2010: 20.684).

## Geschichte
Miracema do Tocantins wurde als Miracema do Norte am 25. August 1948 durch Ausgliederung aus Araguacema des Bundesstaates Goiás gegründet und war ab 1988 Teil des neuen Bundesstaates Tocantins.

## Geographie und Klima
Die Stadt liegt westlich angrenzend am Fluss Rio Tocantins, auf einem Plateau.
Das Klima ist subtropisch und durchgehend heiß mit nur geringem Temperaturunterschied von 3 °C zwischen dem heißesten Monat (September) und dem kältesten Monat (Juli). Die durchschnittliche Jahrestemperatur beträgt 26 °C.
Der Großteil des Niederschlages fällt in der Regenzeit zwischen Oktober und April, während in der Trockenzeit von Mai bis September kaum Regen fällt.

## Religion
Miracema do Tocantins ist Sitz des Bistums Miracema do Tocantins.
Die Schutzpatronin der Stadt ist Santa Teresinha do Menino Jesus, deren Fest am 1. Oktober, einem städtischen Feiertag, stattfindet.